# Güeppi–Sekime nationalpark
Güeppi-Sekime nationalpark (spanska: Parque Nacional Gueppí-Sikemi ) är en nationalpark i norra Peru, i Loreto. 
Nationalparken är 203628,51 hektar stor och har omfattats av naturskydd sedan 1992. 2012 blev området nationalpark.